# کاموری دومبیا
کاموری دومبیا (انگلیسی: Kamory Doumbia؛ زادهٔ ۱۸ فوریهٔ ۲۰۰۳) بازیکن فوتبال اهل مالی است.
وی همچنین در تیم ملی فوتبال مالی بازی کرده است.